# Kalkogen
Kalkogenerna är grundämnen i grupp 16 i det periodiska systemet. Denna grupp är även känd som syregruppen. Följande ämnen ingår i gruppen:
- Syre
- Svavel
- Selen
- Tellur
- Polonium
- Livermorium

Syre, svavel och selen är icke-metaller medan tellur och polonium är halvmetaller. Föreningar med ämnen i syregruppen är vanligt förekommande i jordskorpan, förutom livermorium som enbart har skapats i små mängder i laboratorium.